# Gossia floribunda
Gossia floribunda là một loài thực vật có hoa trong Họ Đào kim nương. Loài này được (A.J.Scott) N.Snow & Guymer mô tả khoa học đầu tiên năm 2003.